# اوهام (فیلم)
اوهام (اسپانیایی: El aura‎) که در برخی منابع فارسی با نام تشنج ترجمه شده، یک تریلر روان‌شناختی نئو-نوآر به کارگردانی فابیان بیلینسکی است که در سال ۲۰۰۵ منتشر شد. داستان دربارهٔ افکار وهم‌انگیز یک متخصص تاکسیدرمی به نام «استبان اسپینوزا» است که مبتلا به صرع است و دچار افکار وسواس‌گونه برای انجام یک جنایت بی‌نقص است.
این فیلم برندهٔ جایزهٔ «کرکس سیمین» بهتین فیلم از سوی انجمن منتقدان فیلم آرژانتین شد و نماینده کشور آرژانتین برای رقابت در جایزه اسکار بهترین فیلم بین‌المللی در هفتاد و هشتمین دوره جوایز اسکار بود.

## بازیگران
- ریکاردو دارین
- دولورس فونسی
- آلخاندرو آوادا
- پابلو سدرون
- خورخه دلیا
- نائول پرز بیسکایارت
- مانوئل رودال
- رافائل کاستخون
- والتر رینو